# Microcercus silvestrii
Microcercus silvestrii är en kräftdjursart som beskrevs av Franco Ferrara och Helmut Schmalfuss 1976. Microcercus silvestrii ingår i släktet Microcercus och familjen Eubelidae. Inga underarter finns listade i Catalogue of Life.